# Міхал Цетнаровський
Міхал Цетнаровський (пол. Michał Cetnarowski, 1980) — польський письменник-фантаст, перекладач, літературний критик та редактор фантастики. Лауреат Меморіальної премії імені Януша Зайделя за 2017 рік (разом із Лукашем Орбітовським).

## Біографія
Міхал Цетнаровський народився у 1980 році. Працював у редакціях журналів «Nowa Fantastyka» і «Czas Fantastyki», електронному журналі «Creatio Fantastica», публікувався у виданнях «Wiedza i Życie», «Focus: Historia», «Magazyn Literacki RED». З 2003 року розпочинає публікувати власні фантастичні оповідання в журналах «Science Fiction Fantasy i Horror», «Nowa Fantastyka», «Ubik», «SFera» та «Magazyn Fantastyczny», а також в антологіях фантастичних творів. У 2009 році вийшла друком перша самостійна книга автора — збірка з 11 оповідань «Лабіринти» (пол. Labirynty). У 2013 році вийшов друком перший роман автора «І душа моя», який номінувався на премію «Сфінкс» в номінації «найкращий роман». У 2016 році вийло друком спільне з Лукашем Орбітовським оповідання «Дізнання з Борутою» (пол. Wywiad z Borutą), за яке наступного року письменники отримали премію імені Януша Зайделя. у 2017 році вийшли друком друга збірка творів Цетнаровського «Найгірша бестія» (пол. Bestia najgorsza) та другий роман автора «Подвійна особистість богів» (пол. Podwójna tożsamość bogów). окрім написання власних літературних творів, Міхал Цетнаровський укладає збірки та антології польських фантастичних творів, займається літературним перекладом, друкує критичні статті в літературних журналах. З 2013 року Цетнаровський є редактором польського відділу журналу «Nowa Fantastyka».

## Нагороди
- 2017 — Меморіальна премія імені Януша Зайделя за оповідання «Дізнання з Борутою» (пол. Wywiad z Borutą) (разом із Лукашем Орбітовським).

### Романи і повісті
- І душа моя (пол. I dusza moja, 2013)
- Дізнання з Борутою (пол. Wywiad z Borutą, 2016, у співавторстві ізЛукашем Орбітовським)
- Подвійна особистість богів (пол. Podwójna tożsamość bogów, 2017)

### Оповідання
- Чорні ставки (пол. Czarne Stawy, 2003)
- Пісня з долини (пол. Pieśń z doliny, 2004)
- Гицель (пол. Hycel, 2004)
- Полювання на лева (пол. Polowanie na lwa, 2006)
- До кінця (пол. Do końca, 2006)
- Біліє всюди (пол. Biel, tylko biel, 2006)
- Сутінки його смерті (пол. Zmierzch śmierci jego, 2007)
- Після сутінків (пол. Po zmierzchu, 2007)
- Лісові хлопці (пол. Leśni chłopcy, 2007)
- Нічні години (пол. Godziny nocne, 2007)
- Нічні стежки зірок (пол. Nocne ścieżki gwiazd, 2007)
- Йдучи в тіні вежі (пол. Idąc w cieniu wieży, 2008)
- Я — вогонь (пол. Ja jestem ogniem, 2008)
- Nexus (2008)
- Рибалка, перлина і краб-чорт (пол. Rybak, perła i diabeł-krab, 2008)
- Вогонь на Землі (пол. Ogień na Ziemi, 2009)
- Дорога на захід (пол. Droga na Zachód, 2009)
- Земля обітована (пол. Ziemia obiecana, 2009)
- Двісті мільйонів операцій (пол. Dwieście milionów operacji, 2009)
- Лабіринти (пол. Labirynty, 2009)
- Liber Horrorum (2009)
- Заражені страхом (пол. Zarażeni strachem, 2009)
- Ангел тіла (пол. Anioł ciała, 2011)
- Час передачі (пол. Godzina nadawania, 2011)
- Пустеля росте (пол. Pustynia rośnie, 2011)
- Найгірша бестія (пол. Bestia najgorsza, 2012)
- Смерть супергероя (пол. Śmierć superbohatera, 2012)
- Коротка історія вкорочувача (пол. Krótkie dzieje króćca, 2013)
- Кіберпанк (пол. Cyberpunk, 2013)
- Квантові коханці (пол. Kwantowi kochankowie, 2017)
- RP Productions (2017)
- Страх. Сімейна історія (пол. Strach. Historia rodzinna, 2017)
- Жодна річ на Землі (пол. Żadna na ziemi rzecz, 2017)